# Sơn ca gáy hung
Sơn ca gáy hung (danh pháp hai phần: Mirafra africana) là một loài chim thuộc Họ Sơn ca. Loài này sinh sống ở châu Phi. Khu vực phân bố rộng 5,6 triệu km2. Môi trường sinh sống tự nhiên là xa vẳn khô và các khu vực thảo nguyên đất thấp nhiệt đới hoặc cận nhiệt đới.

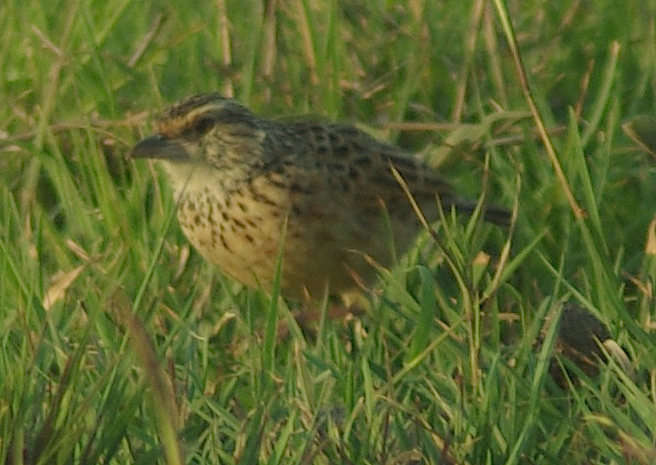
Con trưởng thành M. a. athi

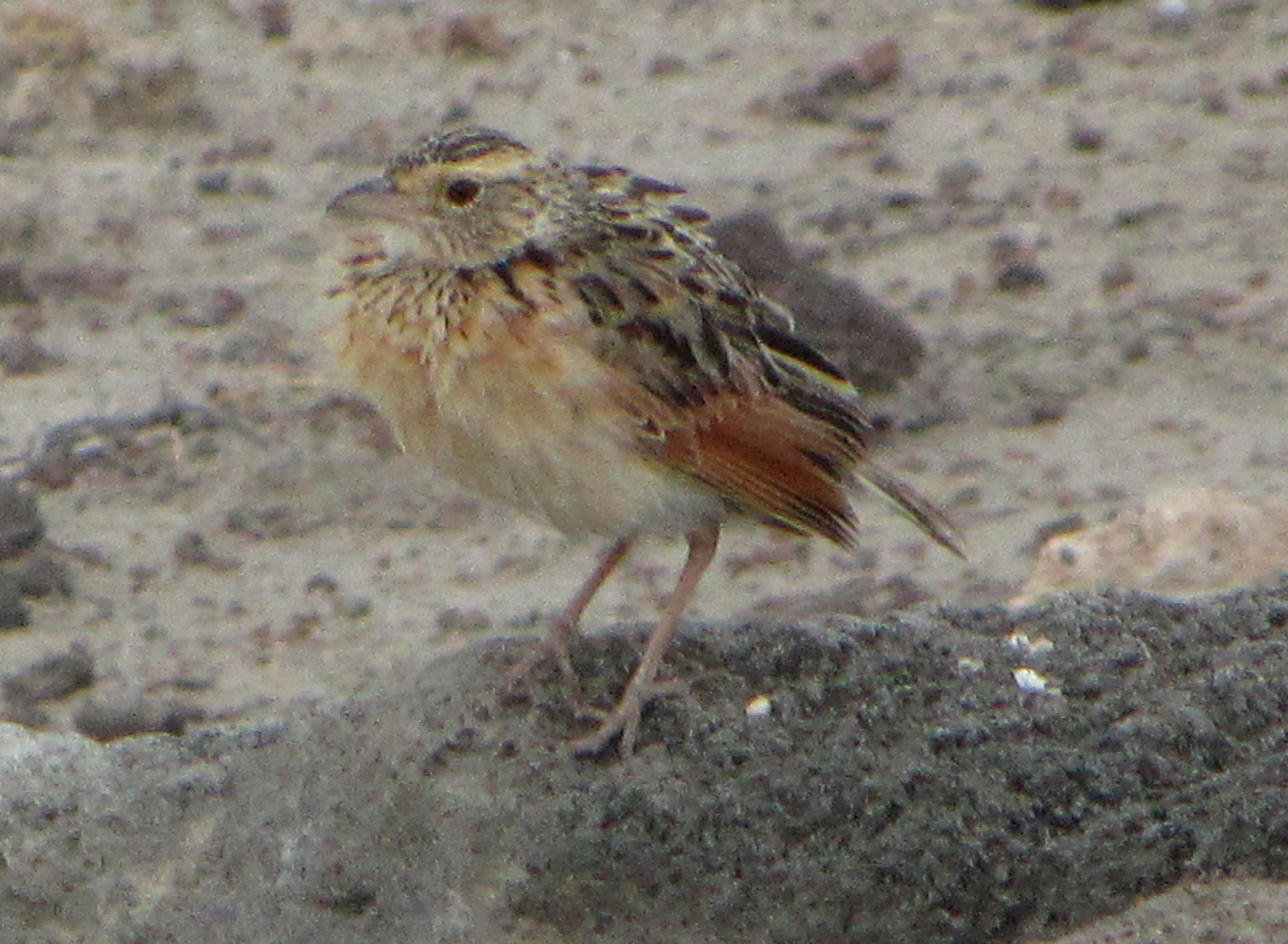
Con non, Serengeti, Tanzania